# مصب النهر

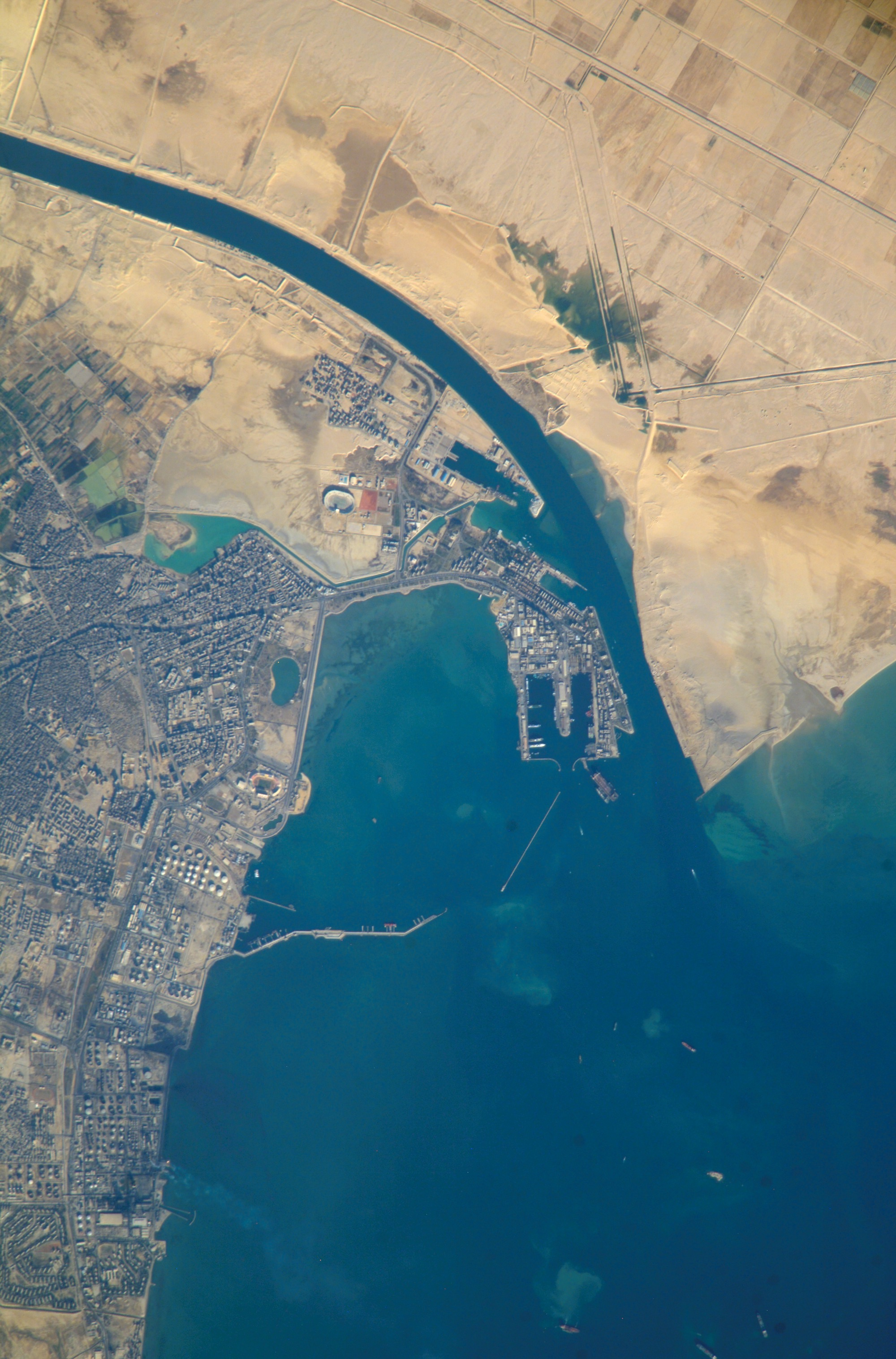
الميناء والمدينة هي الطرف الجنوبي لقناة السويس التي تتدفق عبر مصر وتنطلق في البحر الأبيض المتوسط بالقرب من بورسعيد.

مصب النهر هو الجزء من النهر حيث يصب النهر في نهر آخر أو بحيرة أو خزان أو بحر أو محيط. ويُسمَّى خَوْر إن اتسع مصب المياه وعَرُض.

## حركة الماء
يمكن أن تدخل المياه من النهر إلى الجسم المتلقي بعدة طرق مختلفة. تتأثر حركة النهر بالكثافة النسبية للنهر مقارنة بالمياه المستقبلة، ودوران الأرض، وأي حركة محيطية في المياه المستقبلة، مثل المد والجزر. 

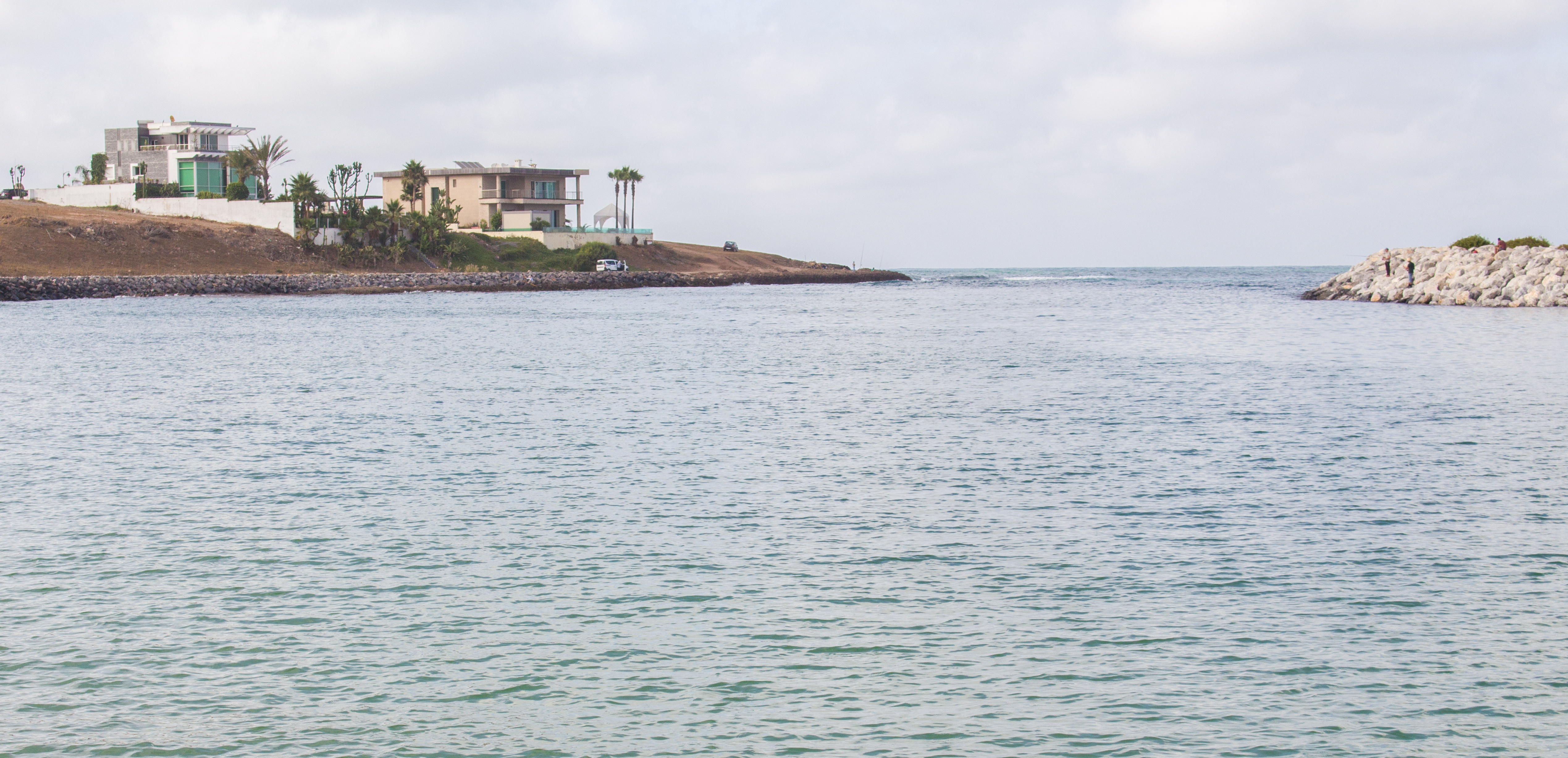
مصب واد بوزنيقة على المحيط الأطلسي

إذا كانت مياه النهر أعلى كثافة من سطح المياه المستقبلة، فستغرق مياه النهر تحت السطح. بعد ذلك سوف تشكل مياه النهر تدفقًا سفليًا أو تدفقًا داخليًا داخل البحيرة. بينما إذا كانت مياه النهر أخف من مياه الاستقبال، كما هو الحال عادةً عندما تتدفق مياه النهر العذبة إلى البحر، فسوف تطفو مياه النهر على طول سطح المياه المستقبلة كفيضان.

## التضاريس

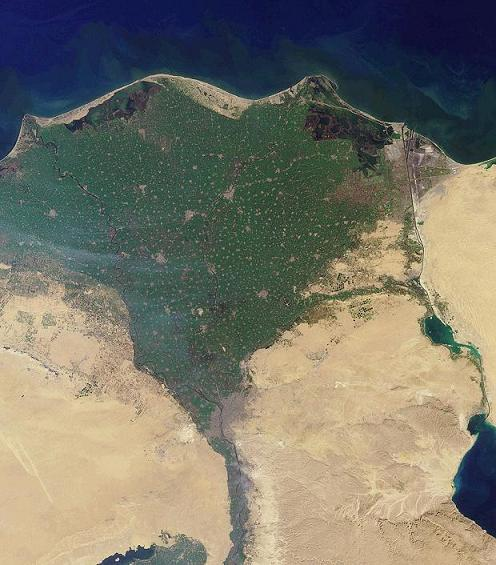
دلتا النيل

في أي نهر، قد يؤدي التغير في حالة التدفق إلى إسقاط النهر لأي رواسب يحملها. يمكن أن يؤدي ترسب الرواسب إلى إنشاء مجموعة متنوعة من الأشكال الأرضية، مثل الدلتا والقضبان الرملية واللسان الرملي وقنوات التعادل.

## التأثير الثقافي

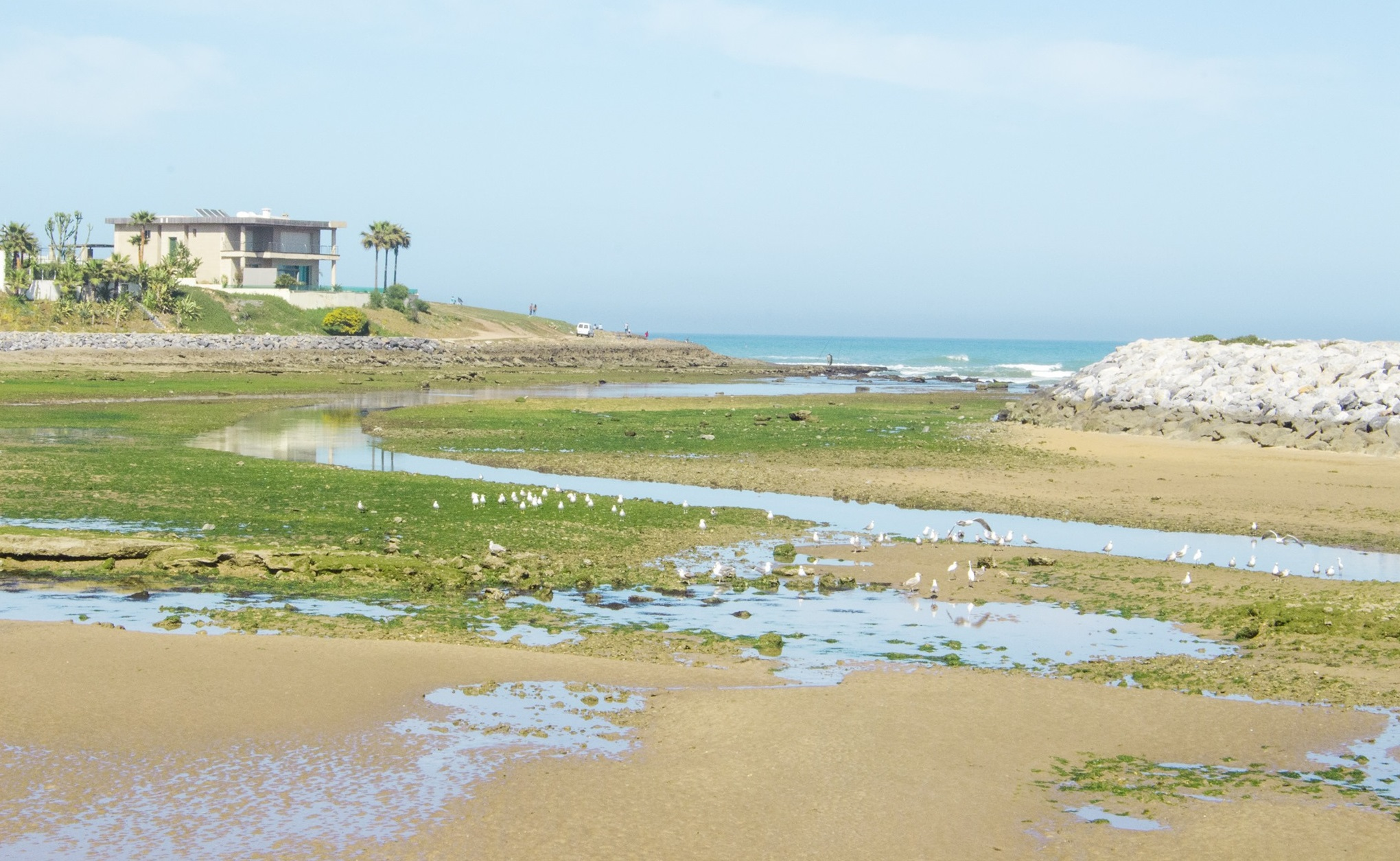
مصب واد بوزنيقة على المحيط الأطلسي

تأخذ العديد من الأماكن في المملكة المتحدة أسماءها من مواقعها عند مصبات الأنهار، مثل بليموث (Plymouth) (أي مصب نهر بليم ) وسيدموث (Sidmouth) (أي مصب نهر سيد ) وجريت يارموث (Great Yarmouth) (أي مصب نهر ياري)؛ في سلتيك ، المصطلح هو آبر أو إنفر.